# Сенека (Јужна Дакота)
Сенека (енгл. Seneca) град је у америчкој савезној држави Јужна Дакота.

## Демографија
По попису из 2010. године број становника је 38, што је 20 (-34,5%) становника мање него 2000. године.
| Група             | 2000.      | 2010.      |
| Белци             | 57 (98,3%) | 32 (84,2%) |
| Афроамериканци    | 0 (0,0%)   | 0 (0,0%)   |
| Азијати           | 0 (0,0%)   | 1 (2,6%)   |
| Хиспаноамериканци | 0 (0,0%)   | 5 (13,2%)  |
| Укупно            | 58         | 38         |